# Vruchtencoua
De vruchtencoua (Coua serriana) is een vogel uit de familie Cuculidae (koekoeken).

## Verspreiding en leefgebied
Deze soort is endemisch in noordoostelijk Madagaskar.